# Amanecer
Amanecer è un brano musicale della cantante spagnola Edurne, pubblicato nel 2015.

## Il brano
Il brano e l'artista hanno rappresentato la Spagna all'Eurovision Song Contest 2015 svoltosi a Vienna, dove Edurne si è classificata solo al 21º posto con 15 punti.
La canzone è stata scritta da Peter Boström, Thomas G:son e Tony Sánchez-Ohlsson e prodotta da quest'ultimo.
Amanecer anticipa la pubblicazione del sesto album in studio della cantante Adrenalina.
Il brano è stata selezionato come inno ufficiale della Vuelta a España 2015.

## Video
Il video musicale è stato girato a Valencia ed è diretto da David Arnal e Germán de la Hoz.

## Tracce
Download digitale
1. Amanecer – 3:04